# Oroniscus absoloni
Oroniscus absoloni là một loài chân đều trong họ Oniscidae. Loài này được Strouhal miêu tả khoa học năm 1937.